# Živinice (gmina Derventa)
Živinice (cyr. Живинице) – wieś w Bośni i Hercegowinie, w Republice Serbskiej, w gminie Derventa. W 2013 roku liczyła 269 mieszkańców.